# Honti György (sportvezető)
Honti György (? – Tatabánya, 1967. december 21.) sportvezető, a Magyar Labdarúgó-szövetség főtitkára.

## Pályafutása

### Életpályája
A MÁV-nál tett forgalmi tiszti vizsgát.

### Labdarúgóként
Érettségi után jelentkezett a Ferencvárosi Vasutas csapatánál és tíz évig a kis egyesület színeiben rúgta a labdát. Innen hívták be az 1936-os olimpiai keretbe. Tizennégyszer öltötte magára a magyar amatőr válogatott mezét. A berlini olimpia után váltott klubcsapatot, munkahelyi tiszteletből került az Államvasút reprezentatív egyesületébe, a BVSC-be.

#### Olimpia
Németországban, Berlinben rendezték a XI. nyári olimpiai játékok labdarúgó tornájának döntő találkozóit, ahova meghívást kapott, de többedmagával nem lépett pályára. Az amatőr  válogatottban az alábbi társakkal játszott: kapus: Régi László-, hátvédek: Füstös, Suhai Imre-, fedezetek: Honti György, Lengyel, Bokor Gyula, csatárok: Orczifalvi István, Kiss Gyula, Kállai Lipót, Zsengellér, Bukoveczky.

### Sportvezetőként
1953-ban megválasztották a BVSC elnökének. Egy évvel később Budapest rendezte a Főiskolai labdarúgó-világbajnokságot, ahol a rendezőbizottság munkáját segítette. Eredményes munkája elismeréseként Hegyi Gyula, az Országos Testnevelési és Sport Bizottság (OTSB) elnöke bent tartotta a minisztériumban. Előbb a labdarúgó-osztály vezetője, majd 1957-től 1968-ig az MLSZ főtitkára volt. Kapcsolata az olasz futballmaffiával igazolható, konkrét példa az 1965. évi Inter-Celtic BEK-döntőt követő durva fellépése a mérkőzést pártatlanul vezető Vadas György bíró ellen.